# Analog (kemija)
Analog  (tudi strukturni analog) je v kemiji spojina, ki ima podobno strukturo in včasih tudi funkcijo kot druga spojina, od katere se razlikuje po določenem strukturnem fragmentu.
Analog se lahko od sorodne spojine razlikuje v enem ali več atomov, funkcionalnih skupinah ali strukturnih podenotah, ki so nadomeščeni z drugimi atomi, funkcionalnimi skupinami ali strukturnimi podenotami. Strukturni analog je lahko, vsaj teoretično, strukturno izpeljan iz izhodiščne spojine. Med seboj so strukturni analogi pogosto izoelektrični (brez razlik v električnem naboju).
Strukturni analogi kljub podobnosti kemijske zgradbe ni nujno, da imajo primerljive fizikalne, kemijske, biokemijske in farmakološke lastnosti, torej ni nujno, da so tudi funkcionalni analogi.
Strukturni analogi so pomembni v razvoju novih učinkovin, in sicer se v procesu razvoja novega zdravila bodisi sintetizira in preskusi velik nabor strukturnih analogov izhodiščne spojine vodnice kot del raziskav razmerja med strukturo in delovanjem ali pa se v zbirki podatkov izvede virtualno rešetanje za strukturnimi analogi spojine vodnice.

## Primeri
- Metanol
- Silanol, strukturni analog metanola
- Metanetiol, strukturni analog metanola

- Fenetilamin
- Amfetamin
- Metamfetamin